# تئوری بنیادی موسیقی
تئوری بنیادی موسیقی عنوان کتابی اثر موسیقی‌دان ایرانی، پرویز منصوری است.
این کتاب ۳۲۰ صفحه شامل: پیش‌گفتار، سرآغاز، ۱۲ فصل، پی افزود و واژه‌نامه می‌باشد. در این کتاب مباحث مربوط به تئوری موسیقی کلاسیک گنجانده شده‌است. این اثر اولین بار در سال ۱۳۷۰ توسط انتشارات «چاووش» منتشر و در سال ۱۳۷۱ به عنوان «کتاب برگزیده سال» معرفی شد.
این کتاب تا پیش از درگذشت نویسنده‌اش پرویز منصوری، به چاپ چهلم و تا سال ۱۴۰۰ به هشتادمین چاپ خود رسید.

## عناوین فصل‌های کتاب
این کتاب شامل ۱۲ فصل با عناوین زیر می‌باشد:
- نشانه‌های اولیه خط موسیقی
- تأکید و وزن
- فاصله (۱)
- گام و تونالیته
- فاصله (۲)
- قواعد نت نویسی
- حامل و تاریخچه آن
- مدهای کلیسا
- وزن‌های دشوارتر
- تکمیل خط موسیقی، نشانه‌های دیگر
- آکوردشناسی
- سرآغاز هارمونی